# Premio Ischia internazionale di giornalismo

Logo del premio Ischia internazionale di giornalismo

Il premio Ischia internazionale di giornalismo è un riconoscimento, organizzato sotto l'alto patronato del presidente della repubblica, conferito ai giornalisti che, nell'arco della propria carriera, si sono distinti per professionalità e deontologia.

## Storia
Il premio, istituito da Giuseppe Valentino, è stato istituito nel 1980.

## Albo d'oro
- 2018 - Zina Hamu[1]

Premio "Penna d'Oro" della Presidenza del Consiglio,Simonetta Agnello Hornby
Premio Ischia Internazionale di Giornalismo (Slovacchia) Aktuality.sk
Giornalista dell'anno carta stampata,Stefano Cappellini
Premio speciale - Giornalista dell'anno Tv Franca Leosini
Giornalista dell'anno per l'informazione sportiva, Bruno Pizzul
Riconoscimento speciale, Paolo Borrometi
Comunicatore dell’anno, Simone Bemporad,
Riconoscimento speciale Comunicatore dell'anno,Massimo Lanzi
- 2017- Svjatlana Aleksievič

Premio "Penna d'Oro" della Presidenza del Consiglio, Piero Angela
Premio Ischia Internazionale di Giornalismo (England)  Anthony Loyd
Giornalista dell'anno carta stampata Emiliano Fittipaldi
Premio speciale - Giornalista dell'anno Tv Giulia Bosetti
Premio per l'innovazione Nando Santonastaso
Giornalista dell'anno per l'informazione sportiva, Paolo Condò
Riconoscimento speciale, Diego Bianchi
Comunicatore dell’anno, Marco Bardazzi
Riconoscimento speciale Comunicatore dell'anno, Francesca Landi
Riconoscimento speciale Comunicatore dell'anno, Flavio Natalia
Riconoscimento speciale "per la narrazione enogastronomica, Massimo Valerio Visintin
- 2016 - RAQQA IS BEING SLAUGHTERED SILENTLY

Premio "Penna d'Oro" della Presidenza del Consiglio, Cardinale Gianfranco Ravasi
Premio Ischia Diritti Umani, Can Dündar, (Turchia)
Giornalista dell'anno carta stampata Barbara Stefanelli
Premio speciale - Pio D'Emilia
Giornalista dell'anno per l'informazione sportiva, Pierluigi Pardo
Riconoscimento speciale, Francesca Fialdini
Comunicatore dell’anno, Danilo Di Tommaso
Riconoscimento speciale Comunicatore dell'anno  Costanza Esclapon
Riconoscimento speciale "per la narrazione enogastronomica", Morello Pecchioli
- 2015 - Ignazio Escolar

Premio Comunicatore Internazionale dell'anno Tian Wei (CCTV Cina)
Premio "Penna d'Oro" della Presidenza del Consiglio, Eugenio Scalfari
Premio Ischia alla carriera Domenico Quirico
Giornalista dell'anno carta stampata Marco Damilano
Premio speciale - Giornalista dell'anno Tv Nadia Toffa
Giornalista dell'anno per l'informazione sportiva Massimo Corcione
Premio Comunicatore dell'anno Massimiliano Tarantino
- 2014 - Lina Ben Mehnni

Premio “Penna d'Oro” della Presidenza del Consiglio, Paolo Mieli
Giornalista dell'anno per la Tv, Mario Orfeo
Giornalista dell'anno per la carta stampata Fiorenza Sarzanini
Giornalista dell'anno on line ANSA.it
Premio Mediterraneo,  Lucietta Scaraffia
Giornalista dell'anno per l'informazione sportiva   Marino Bartoletti
Riconoscimenti speciali Antonio Manzo e Luciano Regolo
Premio Ischia speciale Sergio Lepri
Premio Ischia Comunicatore dell'anno Simonetta Gola
- 2013 - Francesco Guerrera

Premio Ischia alla carriera  Luciano Onder
Premio Ischia Internazionale per i Diritti Umani Lydia Cacho Ribeira (Messico)
Premio Ischia per l'informazione all-new per i 10 anni di Sky Sarah Varetto
Giornalista dell'anno per l'innovazione Vincenzo Mollica
Giornalista dell'anno per il commento politico Lilli Gruber
Giornalista dell'anno per l'analisi economica Isabella Bufacchi
Giornalista dell'anno per il reportage Alessandro De Meo
Giornalista dell'anno per l'informazione sportiva   Emanuela Audisio
Premio speciale Franca Giansoldati
Comunicatore dell'anno Maurizio Salvi e Flavio Natalia
Borse di studio Micaela Farrocco e Carlotta Bizzarri, Eleonora Tedesco e Giorgia Ceccacci, Giada Corsi, Azzurra Veronica Giuntini e Alice Pinzauti
- 2012 - Martin Wolf

Premio Ischia alla carriera: Paolo Graldi
Giornalista dell’anno per la carta stampata: Massimo Franco
Giornalista dell’anno per la televisione: Maria Latella
Giornalista sportivo dell’anno: Donatella Scarnati
Riconoscimento speciali: Vera Montanari e Maurizio Pierangelo
Borsa di studio Maria Grazia Di Donna: Livianna Bubbico
Borsa di Studio Vedrò-Il Manifesto: 1° Flaviana Gasparetti 2°Martina Castigliani 3°Martina Germani
Comunicatore dell’anno: Sandra Trabucco, Giovanna Boda, Alessandro Cossu
- 2011 - Rim Brahimi Hussein

Syed Saleem Shahzad, alla memoria (Pakistan, Asia Times Online e Adnkronos)
Premio Ischia alla carriera Giulio Anselmi
Giornalista dell’anno Giovanni Maria Vian
Premio Ischia per i diritti umani Elena Milashina (Russia, Novela gazeta)
Giornalista dell'anno per l'informazione sportiva  Mario Sconcerti
Riconoscimento speciale Virman Cusenza
Premio inviato speciale Toni Capuozzo
Premio Ischia Comunicatore dell’anno: Marco Magheri Paolo Peluffo, Mariacristina Modonesi.
Borsa di Studio Maria Grazia Di Donna Alessio Liverziani, Eloise Moretti Clementi Santolo Sepe
Premio Ischia Internazionale Robert F.Kennedy Europe High School and University Journalism: Eduardo Simone Paluani
Premio Ischia Internazionale Robert F. Kennedy: David Gilkey (Usa)
- 2010 - John Simpson

Premio Ischia alla carriera Giampaolo Pansa
Premio Mediterraneo Tarak Ben Ammar (Tunisia)
Giornalista dell’anno per la TV Emilio Carelli
Giornalista dell'anno per l'informazione sportiva  Enrico Varriale
Premio Comunicatori dell’anno: Cristina Corazza Bianca Frondoni Filippo Ungaro
Premio Ischia Social Network: Claudio Messora
Premio "Robert F.Kennedy Europe Hight School and University Journalism Award"  Andrea Gerli.
Premio Ischia Internazionale Robert F.Kennedy: Laura Bauer (Kansas city news, Usa)
Borsa di Studio Maria Grazia Di Donna: Davide Macchia e Francesca Romaldo
- 2009 - Armando Valladares

Giornalista dell'anno carta stampata Mario Calabresi
Giornalista dell'anno per l'informazione sportiva  Ilaria D’Amico
Premio Ischia blog VOGLIO SCENDERE (Marco Travaglio, Peter Gomez e Pino Corrias)
Premio Mediterraneo Giancarlo Elia Valori
Riconoscimenti speciali Augusto Minzolini, ANSA sezione fotografica
Informazione scientifica ADNKRONOS SALUTE
Premio Comunicatori dell’anno: Anna Martino, Thanai Bernardini, Arnaldo De Petri
Premio Ischia Internazionale Robert F.Kennedy Taylor Krauss (Usa)
- 2008 - Timothy Garton Ash

Giornalista dell'anno Tv Mauro Mazza
Giornalista dell'anno Radio Daniela Ducoli
Giornalista dell'anno carta stampata Giulio Anselmi
Giornalista dell'anno per le Agenzie Giuliano De Risi
Giornalista dell'anno per l'informazione sportiva  Carlo Verdelli
Premio Mediterraneo Giancarlo Licata
Borsa di studio Marco Suraci Alessandra Maria Tocci
Riconoscimenti speciali a Paolo Graldi, Luigi Marzullo, Carlo Bonini
- 2007 - David Grossman

Premio Ischia alla carriera Emilio Rossi
Informazione scritta Mario Orfeo
Giornalista dell'anno Radio Aldo Forbice
Giornalista dell'anno Tv  Barbara Parodi Delfino
Giornalista dell'anno Agenzie Carlo Gambalonga, Alessia Lautone
Premio Speciale a Bruno Manfellotto, Marco Demarco
Borsa di studio Marco Suraci  Giacomo Marinelli Andreoli
Premio Ischia in ricordo di Angelo Rizzoli Cristina Sivieri Tagliabue, Ilaria Cavo, Annalena Belini, Valeria Braghieri
- 2006 - Jean Daniel

Premio Ischia alla carriera Barbara Spinelli
Giornalista dell'anno TV Antonio Caprarica
Giornalista dell'anno per la Radio Marino Sinibaldi
Agenzie di Stampa Lirio Abbate
Telefotoreporter dell’anno Ali Haider (Iraq)
Premio Speciale per la satira giornalistica Emilio Giannelli, per l’informazione scientifica Francesco Maria Avitto,
Riconoscimento particolare per il giornalismo della speranza Laura Dubini
Borsa di Studio “Marco Suraci” Anna Maria Selini
Premio Ischia in ricordo di Angelo Rizzoli Candida Morvillo, Salvo Sottile, Riccardo Pratesi
- 2005 - Giovanni di Lorenzo

Giornalista dell'anno carta stampata Fiamma Nirenstein
Giornalista dell'anno Tv Giovanni Minoli
Giornalista dell'anno Radio Elia Zamboni
Giornalista dell'anno Agenzie di Stampa Vincenzo Quaratino
Telefotoreporter dell’anno Nic Bothma (Sudafrica)
Premio speciale Satira giornalistica Giorgio Forattini
Premio Ischia in ricordo di Angelo Rizzoli Jacopo Iacoboni, Rula Jebreal, Emiliano Fittipaldi, Sauro Legramandi
Borsa di Studio “Marco Suraci” Maria Elena Cataldo
Riconoscimento particolare Rai - Mediaset - La7 - Sky Special Award Rai - Mediaset - La7 – Sky
- 2004 - Jesús Ceberio

Giornalista dell'anno carta stampata Marcello Sorgi
Giornalista dell'anno Radio Eduardo Montefusco
Giornalista dell'anno Tv Piero Marrazzo
Giornalista dell'anno Agenzie di Stampa Samia Nakhoul, Erfan Rashid
Telefotoreporter dell’anno Guido Cravero
Premio Speciale 50 anni Tv Biancamaria Piccinino
Il Premio Ischia in ricordo di Angelo Rizzoli va a Pierluigi Diaco, Dario Del Porto, Emanuele Farneti, Federico Pini.
Borsa di studio "Marco Suraci" Paolo Bernacchio
- 2003 - Ferruccio De Bortoli

Premio Ischia alla carriera Antonio Ghirelli
Giornalista dell'anno carta stampata Mario Cervi
Giornalista dell'anno Tv Alessandro Cecchi Paone
Giornalista dell'anno Radio Ferdinando Pellegrino
Giornalista dell'anno Agenzie di Stampa Piercarlo Presutti
Telefotoreporter dell’anno  Anja Niedringhaus (Germania)
Riconoscimento speciale alle giornaliste televisive inviate in Iraq: Giovanna Botteri, Maria Cuffaro, Tiziana Ferrario, Lilli Gruber, Monica Maggioni, Vera Baldini, Mimosa Martini, Anna Migotto, Gabriella Simoni e Gabriella Caimi.
Premio Ischia speciale Elio Sparano
Premio Ischia in ricordo di Angelo Rizzoli Anais Ginori, Veronica Gervaso, Dario Maltese
Borsa di studio Marco Suraci Mario Portanova
- 2002 - Peter Stothard

Giornalista dell'anno carta Stampata Miriam Mafai
Giornalista dell'anno Tv Gad Lerner
Giornalista dell'anno Radio Alfredo Provenzali
Giornalista dell'anno Agenzie di Stampa Giuseppe Marra
Telefotoreporter dell’anno Alessandro Bianchi
Riconoscimento speciale alla memoria  Maria Grazia Cutuli e Raffaele Ciriello
Premio Ischia in ricordo di Angelo Rizzoli" Mario Calabresi, Francesca Senette e Andrea Galdi.
- 2001 - Arrigo Levi

Premio Ischia alla carriera Igor Man
Giornalista dell'anno carta Stampata Natalia Aspesi
Giornalista dell'anno Tv Maurizio Costanzo
Giornalista dell'anno Radio Paolo Ruffini
Giornalista dell'anno Agenzie di Stampa Luciano Clerico
Premio Ischia giovani  Mattia Feltri, Benedetta Parodi e Riccardo Staglianò
- 2000 - Paolo Mieli

Premio Ischia alla carriera Gaetano Afeltra
Giornalista dell'anno carta Stampata Lietta Tornabuoni
Giornalista dell'anno Tv Clemente Mimun
Giornalista dell'anno Radio Pasquale Borgomeo
Giornalista dell'anno Agenzie di Stampa Damiano Iovino
Riconoscimento speciale alla memoria di Paolo Frajese
- 1999 - Jean-Marie Colombani

Giornalista dell'anno carta Stampata Pietro Calabrese
Giornalista dell'anno Tv Bruno Vespa
Giornalista dell'anno Radio Antonio Russo
Giornalista dell'anno Agenzie di Stampa Giuseppe Tripaldi
- 1998 - Candido Cannavò

Giornalista dell'anno carta Stampata Stefano Folli
Giornalista dell'anno Tv Cristina Parodi
Giornalista dell'anno Radio Emanuela Falcetti
Telefotoreporter dell'anno Ciro Fusco
Riconoscimento speciale Aldo Biscardi
- 1997 - Indro Montanelli

Giornalista dell'anno carta Stampata Giannantonio Stella
Giornalista dell'anno Tv David Sassoli
Giornalista dell'anno Agenzie di Stampa Giampiero Gramaglia
Premi speciali a Sergio Luciano
- 1996 - Eugenio Scalfari

Giornalista dell'anno carta Stampata Carlo Rossella
Giornalista dell'anno Tv Gianni Riotta
Giornalista dell'anno Agenzie di Stampa Bruno Caselli
Riconoscimento speciale Fedele Confalonieri e Giuseppe Morello
- 1995 - Walter Cronkite

Giornalista dell'anno carta stampata Vittorio Feltri
Giornalista dell'anno Tv Enrico Mentana
- 1994 - Ezio Mauro

Giornalista dell'anno carta Stampata Frank Cimini
Giornalista dell'anno Radio Carla Mosca
Riconoscimento speciale alla memoria di Ilaria Alpi e degli operatori Rai uccisi in Bosnia e Somalia
- 1993 - Ugo Stille

Giornalista dell'anno Tv Andrea Barbato
Giornalista dell'anno carta Stampata Mario Pirani
- 1992 - Demetrio Volcic

Giornalista dell'anno Agenzie N.C. Nanzel e G.F. Aigner
Riconoscimento speciale Massimo Lo Cicero
- 1991 - Peter Gregg Arnett

Giornalista dell'anno Carta Stampata Mario Pendinelli
Riconoscimento speciale Horst Dammash e Osvaldo de Paolini
- 1990 - Harrison Salisbury

Giornalista dell'anno Tv  Sergio Zavoli
Giornalista dell'anno carta stampata Roberto Napolitano
- 1989 - Giovanni Spadolini

Giornalista dell'anno carta Stampata Claudio Rinaldi
Agenzie di Stampa Victor e Daniela Simpson
- 1988 - Joaquín Navarro-Valls

Giornalista dell'anno carta stampata Leonardo Zega
Giornalista dell'anno Tv  Biagio Agnes
Carta Stampata Piero Ottone
Agenzie di Stampa Gianna Naccarelli
- 1987 - Giulio Andreotti

Premio Ischia alla carriera  Guglielmo Zucconi
Giornalista dell'anno carta stampata  Sandro Mayer
Giornalista dell'anno Agenzie Pio Mastrobuoni
Riconoscimento speciale Tana de Zelueta
- 1986 - Enzo Biagi

Giornalista dell'anno carta stampata  Pasquale Nonno
Giornalista dell'anno Televisione Emanuela Goggiamani
Giornalista dell'anno Agenzie di Stampa James Buxton
Riconoscimento speciale Carlo Rognoni e Gino Fantuzzi
- 1985 - Alberto Ronchey

Giornalista dell'anno carta Stampata Chiara Valentini
Giornalista dell'anno Televisione Piero Angela
Giornalista dell'anno Agenzie di Stampa Bruno Marolo
Riconoscimento speciale Roger Morris Cohen
- 1984 - Giorgio Bocca

Giornalista dell'anno carta Stampata Giorgio Bocca
Giornalista dell'anno periodici Cesare Rizzoli
Giornalista dell'anno Tv Albino Longhi
- 1983 - Liliane Palette

Giornalisti dell'anno quotidiani  Vittorio Presicci
Giornalista dell'anno Radio  Maurizio Accolti
Giornalista dell'anno TV Fiorella Ricci e Italo Khune
Giornalista dell'anno periodici Domenico Farina
Premi speciali stampa turistica Maurizio Spagni, Konstanzer Rundschau
- 1982 - Maurice Kettneker
- 1981 - Jean Lewis
- 1980 - Indro Montanelli

## Edizioni
| Edizione | Anno | Luogo                                         | Conduttore                                                 | Media Partner                             |
| -------- | ---- | --------------------------------------------- | ---------------------------------------------------------- | ----------------------------------------- |
| 1        | 1980 | Sala Consiliare Comune di Ischia              | Pino D’Amore e Adriana Retacchi                            | non presente                              |
| 2        | 1981 | Hotel Jolly, Ischia                           | Nicoletta Orsomando                                        | non presente                              |
| 3        | 1982 | Hotel Excelsior, Ischia                       | Nicoletta Orsomando, Rosanna Vaudetti, Annamaria Gambineri | non presente                              |
| 4        | 1983 | Hotel Excelsior, Ischia                       | Rosanna Vaudetti e Maria Giovanna Elmi                     | non presente                              |
| 5        | 1984 | Hotel Excelsior, Ischia                       | Rosanna Vaudetti e Maria Giovanna Elmi                     | Tg1                                       |
| 6        | 1985 | Hotel Excelsior, Ischia                       | Paola Agus                                                 | Tg1                                       |
| 7        | 1986 | Hotel Excelsior, Ischia                       | Paola Agus                                                 | Tg1                                       |
| 8        | 1987 | Hotel Excelsior, Ischia                       | Maria Rosaria Omaggio                                      | Rai3                                      |
| 9        | 1988 | Hotel Excelsior, Ischia                       | Claudio Angelini e Paola Agus                              | Rai1                                      |
| 10       | 1989 | Pineta Nenzi Bozzi, Ischia                    | Claudio Angelini e Elisabetta Gardini                      | Rai1                                      |
| 11       | 1990 | Pineta Nenzi Bozzi, Ischia                    | Claudio Angelini e Simona Marchini                         | Rai1                                      |
| 12       | 1991 | Teatro Negombo, Lacco Ameno                   | Milly Carlucci                                             | Rai1                                      |
| 13       | 1992 | Teatro Negombo, Lacco Ameno                   | Milly Carlucci                                             | Rai1                                      |
| 14       | 1993 | Centro congressi Angelo Rizzoli, Lacco Ameno  | Milly Carlucci                                             | Rai1                                      |
| 15       | 1994 | Teatro Negombo, Lacco Ameno                   | Milly Carlucci                                             | Rai1                                      |
| 16       | 1995 | Teatro Negombo, Lacco Ameno                   | Milly Carlucci                                             | Rai1                                      |
| 17       | 1996 | Teatro Negombo, Lacco Ameno                   | Milly Carlucci                                             | Rai1                                      |
| 18       | 1997 | Torre dei Guevara, Ischia                     | Milly Carlucci                                             | Rai1                                      |
| 19       | 1998 | Teatro Negombo, Lacco Ameno                   | Milly Carlucci                                             | Rai1                                      |
| 20       | 1999 | Teatro Negombo, Lacco Ameno                   | Milly Carlucci                                             | Rai1                                      |
| 21       | 2000 | Teatro Negombo, Lacco Ameno                   | Milly Carlucci                                             | Rai1                                      |
| 22       | 2001 | Teatro Negombo, Lacco Ameno                   | Milly Carlucci                                             | Rai1                                      |
| 23       | 2002 | Teatro Negombo, Lacco Ameno                   | Milly Carlucci                                             | Rai1                                      |
| 24       | 2003 | Teatro Negombo, Lacco Ameno                   | Milly Carlucci                                             | Rai1                                      |
| 25       | 2004 | Teatro Negombo, Lacco Ameno                   | Milly Carlucci                                             | Rai1                                      |
| 26       | 2005 | Teatro Negombo, Lacco Ameno                   | Milly Carlucci                                             | Rai1                                      |
| 27       | 2006 | Piazzale delle Alghe, Ischia                  | Milly Carlucci                                             | Rai1                                      |
| 28       | 2007 | Piazzale delle Alghe, Ischia                  | Milly Carlucci                                             | Rai1                                      |
| 29       | 2008 | Piazzale delle Alghe, Ischia                  | Milly Carlucci                                             | Rai1                                      |
| 30       | 2009 | Piazzale delle Alghe, Ischia                  | Franco Di Mare e Paola Saluzzi                             | Rai1                                      |
| 31       | 2010 | Teatro Negombo, Lacco Ameno                   | Franco Di Mare                                             | Rai1                                      |
| 32       | 2011 | Piazzale del Soccorso, Forio                  | Franco Di Mare                                             | Rai1, Sky TG24                            |
| 33       | 2012 | Piazzale del Soccorso, Forio                  | Tiberio Timperi e Ingrid Muccitelli                        | Rai1                                      |
| 34       | 2013 | Piazza Santa Restituta, Lacco Ameno           | Paola Saluzzi                                              | Sky TG24                                  |
| 35       | 2014 | Piazza Santa Restituta, Lacco Ameno           | Paola Saluzzi                                              | Sky TG24                                  |
| 36       | 2015 | Piazza Santa Restituta, Lacco Ameno           | Paola Saluzzi                                              | Sky TG24                                  |
| 37       | 2016 | Piazza Santa Restituta, Lacco Ameno           | Paola Saluzzi                                              | Sky TG24                                  |
| 38       | 2017 | Piazza Santa Restituta, Lacco Ameno           | Anna Billò e Roberta Serdoz                                | Sky TG24, SkySport 24, Tg5, Il Mattino.it |
| 39       | 2018 | Darsena Sporting Regina Isabella, Lacco Ameno | Elisa Isoardi                                              |                                           |
| 40       | 2019 | Piazza Santa Restituta, Lacco Ameno           | Franco Di Mare e Olivia Tassara                            | Rai Cultura, Rai News 24, Sky TG24        |
| 41       | 2020 | Museo Villa Arbusto, Lacco Ameno              | Roberta Ammendola                                          | Sky TG24                                  |
| 42       | 2021 | Museo Villa Arbusto, Lacco Ameno              | Paola Saluzzi                                              | Sky TG24                                  |
| 43       | 2022 | Piazzale Anna de Felice, Casamicciola Terme   | Daria Luppino e Tiberio Timperi                            | Sky TG24                                  |
| 44       | 2023 | Piazza Santa Restituta, Lacco Ameno           | Daria Luppino e Alessio Lasta                              | Sky TG24                                  |
| 45       | 2024 | Museo Villa Arbusto, Lacco Ameno              | Alessio Lasta                                              | Sky TG24                                  |
| 46       | 2025 | Piazza Santa Restituta, Lacco Ameno           | Alessio Lasta                                              | Sky TG24                                  |